# Резолюція Європейського парламенту від 19 вересня 2019 року про важливість європейської пам’яті для майбутнього Європи
Резолюція Європейського парламенту від 19 вересня 2019 року про важливість європейської пам’яті для майбутнього Європи була резолюцією Європейського парламенту, прийнятою 19 вересня 2019 року з 535 голосами «за», 66 «проти» та 52 утрималися, яка закликала пам’ятати про тоталітарні режими, їх злочини і засуджувала пропаганду, яка заперечує або прославляє тоталітарні злочини, і пов’язував таку пропаганду з російською інформаційною війною проти «демократичної Європи».

## Зміст і передумови
У резолюції зазначалося, що «нацистський і комуністичний режими здійснювали масові вбивства, геноцид та депортації та спричинили втрати життя і свободи в 20 столітті в небачених в історії людства масштабах». Вона засуджує російську державну «пропаганду, [яка продовжує] відбілювати комуністичні злочини та прославляти радянський тоталітарний режим» і засудив «нинішнє російське керівництво [за спотворення] історичних фактів і [відбілювання] злочинів, скоєних радянським тоталітарним режимом», про що йдеться в резолюції. описується як «інформаційна війна проти демократичної Європи». У резолюції наголошується, що існує «нагальна потреба підвищити обізнаність, провести моральні оцінки та провести юридичне розслідування злочинів сталінізму та інших диктатур», закликає «російське суспільство змиритися зі своїм трагічним минулим», засуджує Пакт Молотова — Ріббентропа та підкреслив важливість Європейського дня пам’яті жертв сталінізму та нацизму. У резолюції також висловлюється занепокоєння з приводу «використання символіки тоталітарних режимів у публічній сфері» та закликається до видалення пам’ятників і меморіалів, «що прославляють тоталітарні режими».
Авторами резолюції виступили група Європейської народної партії, група Прогресивного альянсу соціалістів і демократів, ліберальна група «Оновимо Європу» та група європейських консерваторів і реформістів. Резолюція вважається частиною виникнення антикомуністичної політичної культури в Європейському Союзі. Росія різко відреагувала на резолюцію, а президент Володимир Путін назвав її «абсолютно неприйнятною». The Guardian зазначає, що резолюція «прийшла після спільних зусиль російського міністерства закордонних справ раніше [у 2019 році] щодо реабілітації нацистсько-радянського пакту про ненапад 1939 року». У 2020 році міністри закордонних справ Болгарії, Чехії, Естонії, Угорщини, Латвії, Литви, Польщі, Румунії, Словаччини та США звинуватили Путіна у фальсифікації історії.